# سمندرک‌های گلمیخ‌دار
سمندرک‌های گلمیخ‌دار (نام علمی: Tylototriton) نام یک سرده از تیره سمندران است.

## نگارخانه

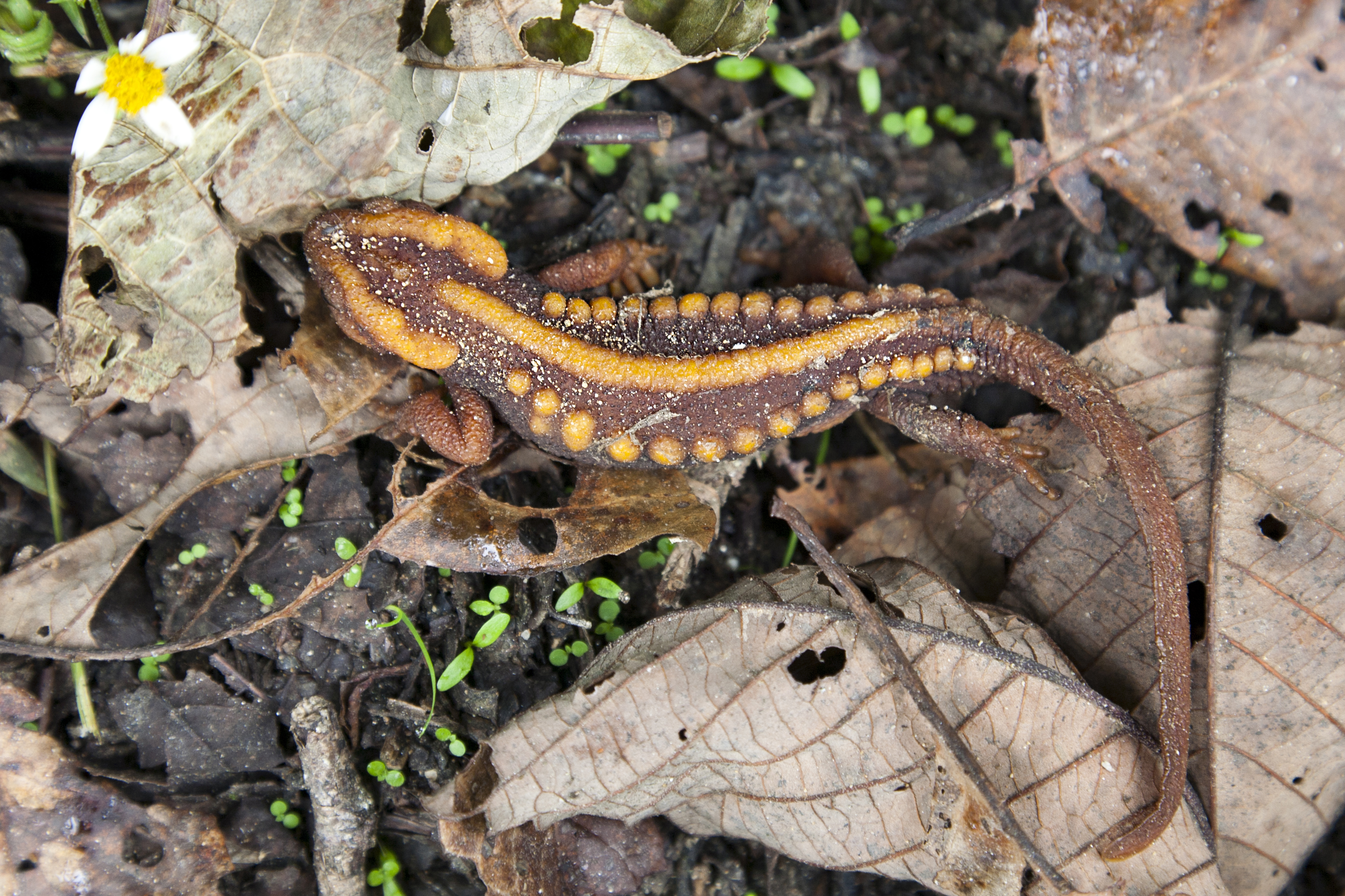
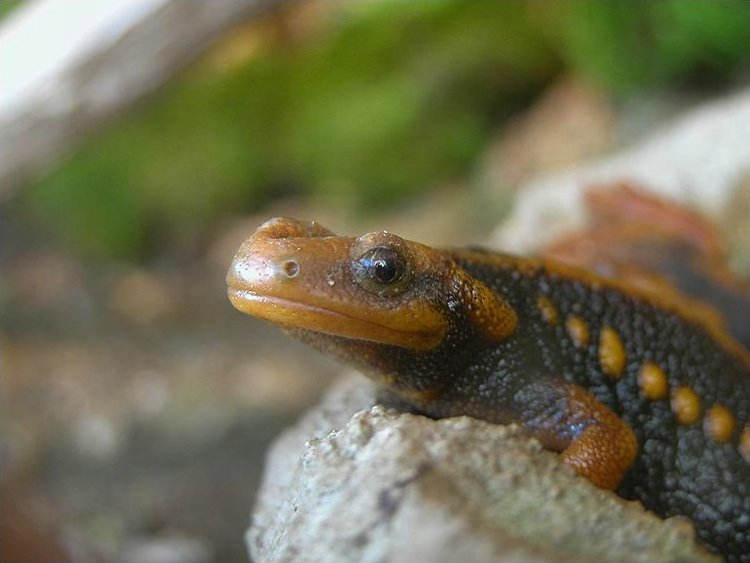
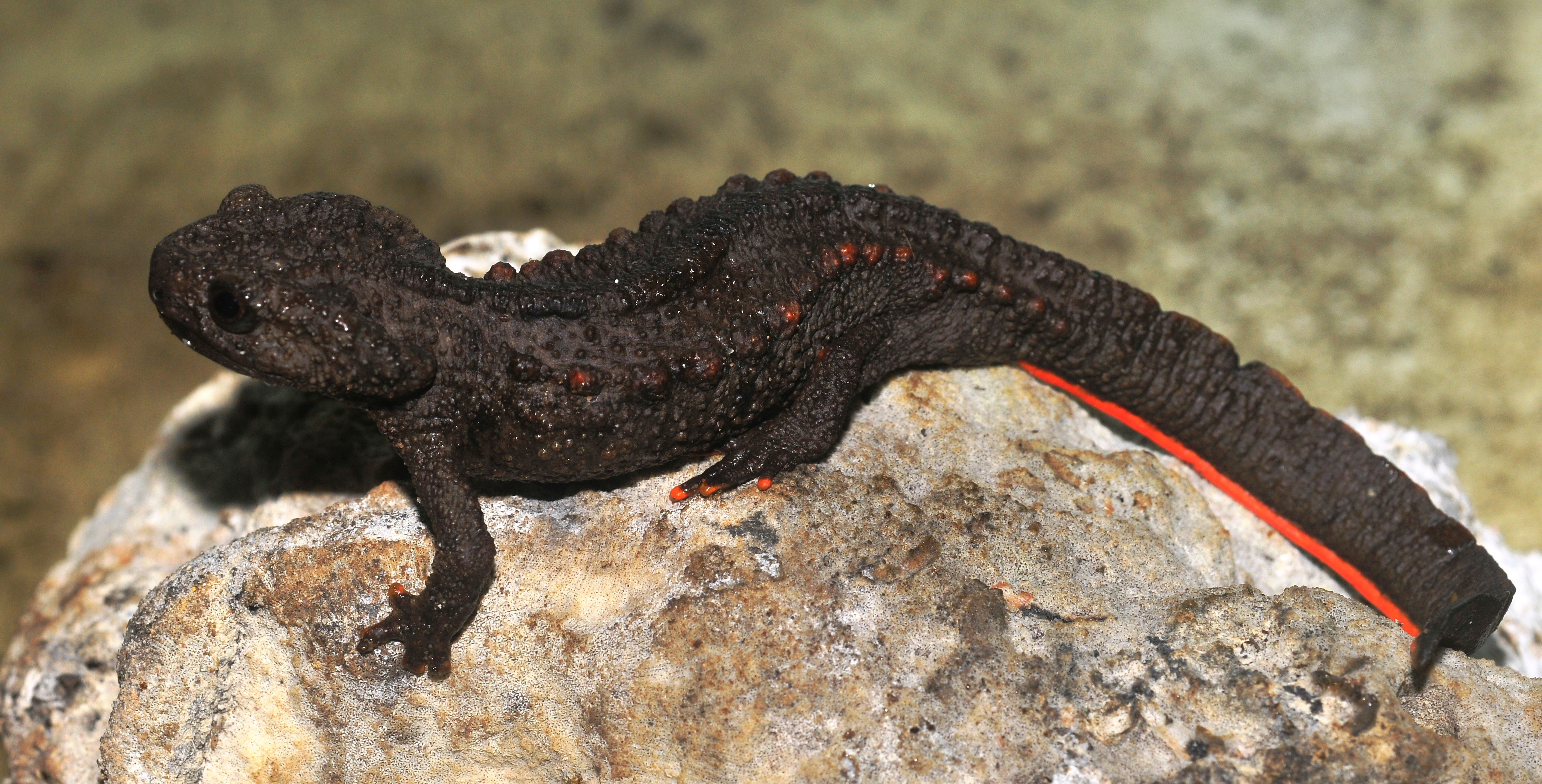